# Bukettranunkel
Bukettranunkel (Ranunculus asiaticus) är en art i familjen ranunkelväxter och förekommer naturligt från östra Medelhavsområdet till Iran. I Sverige används bukettranunkel som utplanteringsväxt, snittblomma och ibland även som kortlivad krukväxt.

## Synonymer

### Svenska synonymer
Trädgårdsranunkel

### Vetenskapliga synonymer
Ranunculus africanus nom. inval. (fantasinamn)
Ranunculus hortensis Pers.

## Igenkänning
Den 1 mars 2023 utfärdade Canada Post ett frimärke som visar Ranunculus asiaticus. Frimärket gavs ut i både häften och rullar.

## Galleri

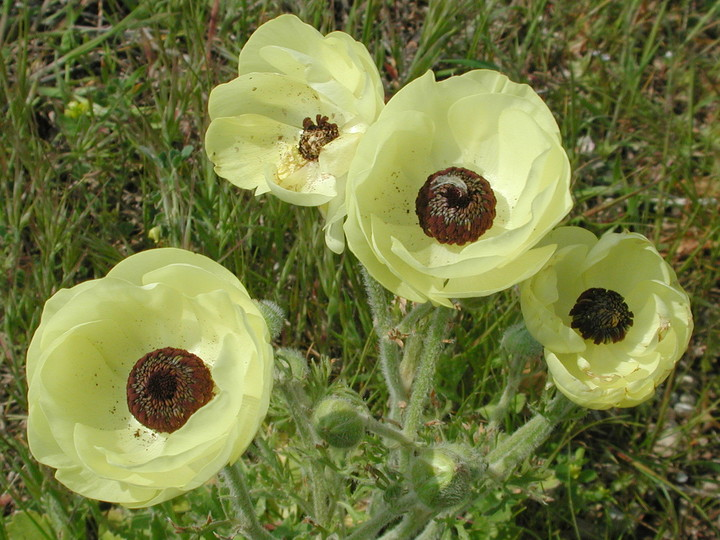
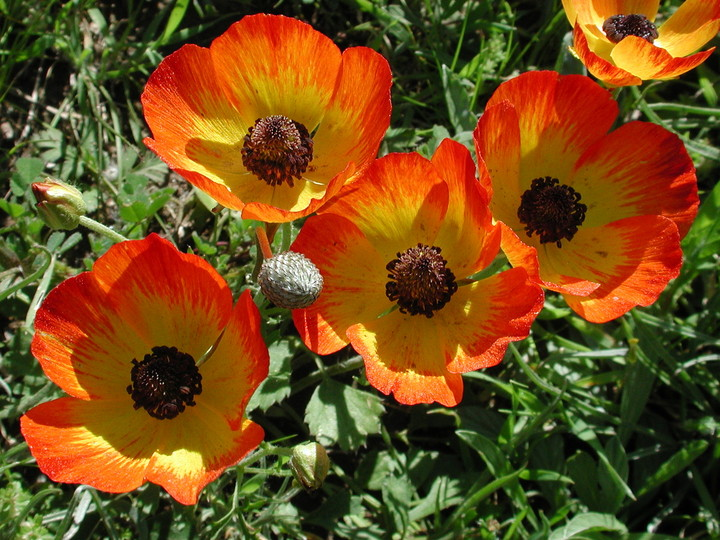
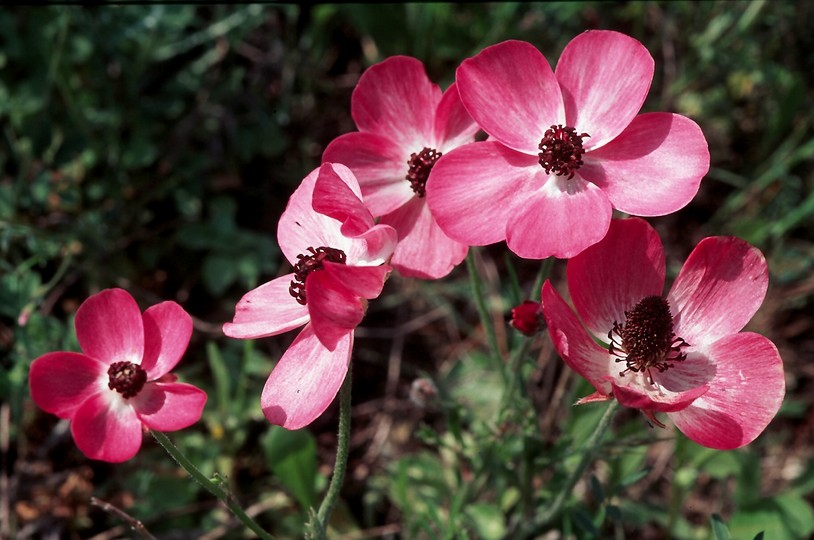
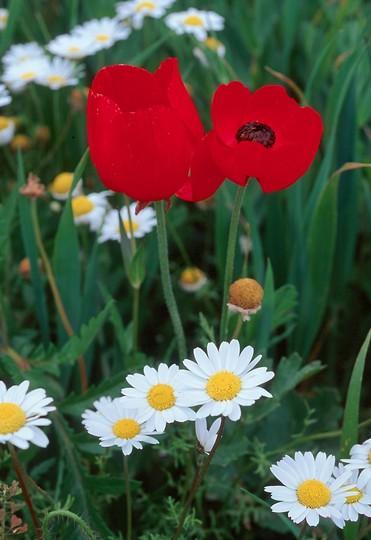